# Pińsko-Wołyński Batalion Ochotniczy
Pińsko-Wołyński Batalion Ochotniczy (ros. пинско-вопынский добровольческий батальон) – ochotniczy oddział wojskowy białych podczas wojny domowej w Rosji
Batalion został sformowany pod koniec 1918 r. w okupowanym przez wojska niemieckie Pińsku. W jego skład weszli ochotnicy z miasta i okolicy. Na jego czele stanął mieszkaniec Pińska, b. oficer rosyjskiej armii kpt. Bocheński. Po wycofaniu się Niemców z Pińska w styczniu 1919 r., dowództwo batalionu postanowiło pozostać w mieście, ale w sytuacji zagrożenia przez zbliżające się wojska bolszewickie i białoruskich partyzantów komunistycznych, rozkazało wymarsz do Antopola.
Tam na pocz. marca 1919 r. batalion połączył się z polskimi wojskami, po czym w wyniku ich ofensywy powrócił 17 marca do odzyskanego Pińska. Do końca 1919 r. uczestniczył u boku Wojska Polskiego w walkach z bolszewikami.
W styczniu 1920 r. 120-osobowy batalion został włączony w skład Armii Rosyjskiej gen. Piotra N. Wrangla i przetransportowany statkami na Krym, gdzie w składzie III Korpusu Armijnego gen. J. A. Słaszczowa toczył dalsze walki z bolszewikami. Brał udział w walkach pod Nowonikołajewską, a następnie pod Juszuniu. Rozkazem gen. P. N. Wrangla z 16 kwietnia 1920 r. został rozformowany, a jego żołnierze włączeni jako uzupełnienia do 13 Dywizji Piechoty w składzie II Korpusu Armijnego.
Początkowo przy oddziałach polskich walczących na Białorusi powstała rosyjska drużyna oficerska. Z inicjatywy gen. Antoniego Listowskiego, w lutym 1919 drużynę przeformowano w Batalion Piński liczący około 750 żołnierzy. Wyróżniał się on zaciętością i odwagą, jednak ze względu na otwarcie demonstrowany wielkoruski nacjonalizm latem 1919 wycofano go z frontu. We wrześniu 1919 batalion rozwiązano, a żołnierzy odtransportowano przez Rumunię do armii gen. Denikina.